# Hylecthrus californicus
Hylecthrus californicus är en insektsart som beskrevs av Richard Mitchell Bohart 1941. Hylecthrus californicus ingår i släktet Hylecthrus och familjen stekelvridvingar. Inga underarter finns listade i Catalogue of Life.